# UN-OHRLLS
United Nations Office of the High Representative for the Least Developed Countries, Landlocked Developing Countries and Small Island Developing States (абр. UN-OHRLLS, укр. Канцелярія Високого представника по найменш розвиненим країнам, країнам, що розвиваються, які не мають виходу до моря, і малим острівним державам, що розвиваються) — орган Організації Об'єднаних Націй, що відповідає за координацію діяльності, вжиття заходів та контроль за ходом здійснення програм, спрямованих на забезпечення сталого розвитку найменш розвинених країн, малих острівних держав і країн, що розвиваються, які не мають виходу до моря.
Шейх Сіді Діарра є Високим представником з найменш розвинених країн з січня 2008 року.